# Otto Fleischmann
Otokar „Otto“ Fleischmann (28. dubna 1906 Královské Vinohrady – 5. prosince 1950 Praha) byl fotbalista, útočník, reprezentant Československa.
Ve starší literatuře je uváděno, že se narodil roku 1907.

## Fotbalová kariéra
Hrál nejprve za Union Žižkov, odtud přestoupil do pražské Sparty. Za Spartu Praha hrál v letech 1926 až 1927.
Za československou reprezentaci odehrál v letech 1926–1927 tři utkání a dal jeden gól.

### Ligová bilance
| Ročník                                       | Zápasy | Góly | Klub            |
| -------------------------------------------- | ------ | ---- | --------------- |
| Středočeská 1. liga 1925/26                  | 1      | 0    | AC Sparta Praha |
| Kvalifikační soutěž Středočeské 1. ligy 1927 | -      | -    | AC Sparta Praha |
| CELKEM                                       | -      | -    |                 |